# Збройні сили Гватемали
Збройні сили Гватемали (ісп. Fuerzas Armadas de Guatemala) були створені в середині XIX століття, після виходу країни зі складу Центральноамериканської федерації та складаються з трьох видів військ:
- сухопутні війська (з 1851);
- військово-морські сили (з 1964);
- повітряні сили (з 1931).

Термін строкової служби становить два роки, у мирний час армія комплектується добровольцями, у воєнний час — за призовом. У період після Другої світової війни на озброєнні перебуває зброя американського виробництва.

## Історія
1890 року Збройні сили Гватемали складались із регулярної армії (3718 солдатів і офіцерів) та 67300 осіб резервної міліції.
1923 року на Вашингтонській конференції урядами країн Центральної Америки було підписано «Договір про мир і дружбу» зі США та «Конвенцію про скорочення озброєнь», відповідно до якої максимальний розмір армії Гватемали було встановлено 5,2 тисячі чоловік, а для підготовки її особового складу було дозволено використовувати іноземних військових радників.
Військове співробітництво із США почалось у 1930-их роках та суттєво посилилось під час Другої світової війни, однак потім, після перемоги революції 1944 року було значною мірою призупинено.
1 серпня 1946 року було створено інженерний батальйон (перший інженерний підрозділ гватемальської армії).
1949 США відмовились продавати зброю уряду Гватемали, оскільки країна «не була учасником системи колективної оборони континенту».
Станом на 1951 рік чисельність Збройних сил Гватемали складала 12 тисяч чоловік, на озброєнні ВПС перебували 30 застарілих літаків американського виробництва.
Станом на 1 травня 1954 року, безпосередньо перед початком вторгнення, військово-повітряні сили країни включали 14 застарілих літаків: вісім легких штурмовиків AT-6, чотири транспортних AT-11 і два навчально-тренувальних P-26. Під час бойових дій в результаті технічної несправності розбився один штурмовик AT-6, однак після перевороту до складу ВПС увійшла авіатехніка, яку раніше Армас отримав із США: один винищувач F-47, один транспортний літак C-47 і один легкий літак Cessna 180.
Після державного перевороту 18 квітня 1955 року між США та новим урядом Гватемали було укладено двосторонню військово-політичну угоду, яка діяла до 11 березня 1977 року.
У 1950-их роках військово-економічна допомога США країнам Латинської Америки була порівняно невеликою, однак така політика змінилась після перемоги 1959 року кубинської революції. Було визнано, що головну загрозу для урядів становить не військове вторгнення ззовні, а партизанський рух. Програму військової допомоги було переглянуто, було зроблено акцент на поставках озброєння та оснащення, що відповідає завданням боротьби з партизанами, а також навчання урядових військ і поліції методам боротьби з ними.
13 листопада 1960 року в центральних казармах група молодих офіцерів підбурила повстання проти уряду. Повстанцям удалось зайняти військову базу у Сакапі, однак до 15 листопада їх виступ було придушено. Тим не менше, частина активістів зуміла залишити країну й після початку громадянської війни багато хто з них очолили партизансько-повстанські сили.
1962 року Гватемала спільно з іншими державами Центральної Америки увійшла до складу Центральноамериканської ради оборони (CONDECA, Consejo de Defensa Centroamericana).
Зі збільшенням напруженості у країні допомогу США було збільшено — у 1963–1966 роках до країни прибуло понад 40 американських військових радників, які займались підвищенням боєздатності урядової армії та здійснювали керівництво програмою «громадянських дій» армії (залучення військовослужбовців до будівництва доріг, ремонту будівель, транспортування вантажів та надання медичної допомоги населенню з метою підвищення симпатії до армії).
1968 року загальна чисельність Збройних сил Гватемали складала 9 тисяч чоловік, в тому числі 7,8 тисяч у складі сухопутних військ, 1 тисяча — у складі ВПС (40 бойових, навчальних і транспортних літаків) і 200 чоловік у складі ВМС (5 бойових кораблів).
З початку 1970-их років у межах угоди про військову допомогу почалось навчання офіцерів і технічних фахівців армій країн Латинської Америки у військових навчальних закладах США. Тільки у 1972–1974 роках вартість програми навчання склала 1298 млн. доларів.
Чисельність американських військових радників у 1972-1975 роках становила 27 осіб (16 офіцерів, 7 солдатів і сержантів та 4 цивільних особи), видатки на утримання військової місії становили 576—637 тисяч доларів на рік.
Станом на 1975 рік чисельність армії Гватемали складала близько 11,4 тисячі військовослужбовців (ще близько 3000 осіб служили у національній поліції). Сухопутні війська налічували 10 тисяч осіб у складі шести піхотних та одного парашутно-десантного батальйонів і кількох дрібних підрозділів; у складі ВПС було 4 ескадрильї бойових, транспортних і навчальних літаків та до 1 тисячі ійськовослужбовців; ВМС складались з одного малого протичовнового корабля й кількох патрульних катерів. У грудні 1975 року було сформовано «антипартизанські» підрозділи спеціального призначення «кайбілі» («los kaibiles», мовою індіанців майя-кіче — «нічні тигри»).
Загалом у період з 1950 до 1980 року Гватемала отримала від США озброєння, військового спорядження та військової техніки на суму 60,4 млн доларів. 1977 року адміністрацією президента Джиммі Картера обсяги американської військової допомоги було тимчасово зменшено у зв'язку з «порушенням прав людини» з боку уряду Гватемали. У період з 1977 до 1980 року основним постачальником озброєння та військової техніки став Ізраїль, який продав уряду 15 транспортних літаків «Арава», 5 військово-транспортних вертольотів, 50 тисяч автоматів «Galil» , 1 тисячу кулеметів, 10 тисяч бойових гранат і 5 тисяч гранат зі сльозогінним газом. Також з Ізраїлю було поставлено пістолети-кулемети UZI.
У період з 1981 до 1986 року Гватемала отримала від США значну фінансово-економічну та військову допомогу, за той час чисельність збройних сил країни було збільшено з 18 до 43,6 тисяч.
У 1985–1989 роках обсяги американської військової допомоги Гватемалі склали 30 мільйонів доларів, найбільшими замовленнями стала партія з 20 тисяч автоматів M-16 (вартістю 13,8 млн доларів), а також поставки запасних частин і ремонт авіатехніки.
1992 року на озброєнні армії Гватемали перебувало 17 танків (десять M41A3 і сім M3A1 «стюарт») та 50 бронемашин (дев'ять бронетранспортерів M113, чотири напівгусеничних M3A1, десять броньовиків RBY Mk.1, десять американських бронеавтомобілів M8, десять Cadillac V-100 і сім V-150)
1996, до моменту завершення тривалої громадянської війни, чисельність збройних сил Гватемали складала до 28 тисяч військовослужбовців.
Під час військової реформи, протягом травня — червня 2004 року, з лав збройних сил було звільнено 10 тисяч військовослужбовців. Станом на 2005 рік загальна численність збройних сил Гватемали складала близько 29 тисяч чоловік. Для спостереження за перебігом військової реформи у 2004—2005 роках у країні перебували 100 американських військових фахівців, радників та інструкторів. Безпосередньо після завершення реформи, на початку 2005 року США виділили 3,2 млн доларів на модернізацію збройних сил Гватемали.
28 березня 2005 року Гватемала брала участь у миротворчій операції ООН в Конго, відрядивши до країни підрозділ з 90 військовослужбовців.

## Сучасний стан
Станом на 2010 рік загальна чисельність збройних сил Гватемали становила 15,2 тисячі військовослужбовців, ще 19 тисяч служили у складі воєнізованих формувань. Чисельність резервістів становила 63 860 осіб. Територія країни поділяється на 15 військових зон.
- Чисельність сухопутних військ становила 13 440 осіб: 1 стратегічна бригада, 1 бригада спеціального призначення, 1 розвідувальний полк та кілька окремих батальйонів (1 батальйон охорони президента, 6 бронетанкових, 2 парашутно-десантних, 5 піхотних, 2 інженерних і 1 навчальний). На озброєнні 7 БРМ (на зберіганні), 52 бронетранспортери, 161 гармата польової артилерії (у тому числі 76 одиниць 105-мм пересувних гармат), 85 мінометів, понад 120 безвідкатних гармат, 32 одиниці зенітних установок M-55 і GAI-D01[23].
- ВПС: 871 особа, 9 бойових літаків (у тому числі два штурмовики A-37B та сім легких літаків Pilatus PC-7), 30 навчально-тренувальних і транспортних літаків (у тому числі чотири IAI-201 «Арава»; чотири BT-67; два F-27; один PA-31 «Navajo», п'ять Cessna 172K; два Cessna 206; один Cessna 208; один Cessna 310; один Beechcraft 90; один Beechcraft 100; чотири T-35B «Піллан» і шість T-41), а також 24 вертольоти (три Bell 205; дев'ять Bell 206; дев'ять Bell 212 і три Bell 412)[23];
- ВМС: 897 осіб, 10 патрульних катерів і 20 малих річкових патрульних катерів[23].

У грудні 2012 року Тайвань безкоштовно передав для військово-повітряних сил Гватемали 4 вертольоти UH-1H